# Glorious Betsy
Glorious Betsy (bra Primavera de Espinhos) é um filme norte-americano de 1928, do gênero drama, dirigido por Alan Crosland e estrelado por Dolores Costello e Conrad Nagel.

## Sinopse
Em Baltimore, Jerónimo Bonaparte, irmão do imperador francês, finge ser professor e conquista a beldade Betsy Patterson. Ele somente revela sua verdadeira identidade depois que se casam, mas Napoleão não permite que entrem na França e anula o casamento. Jerónimo recebe ordens de a unir-se à Princesa de Würtemberg, mas consegue fugir para os braços de sua querida esposa, que o esperava nos EUA.

## Prêmios e indicações
| Prêmio     | Categoria               | Recipiente       | Situação |
| ---------- | ----------------------- | ---------------- | -------- |
| Oscar 1929 | Melhor roteiro adaptado | Anthony Coldeway | Indicado |

## Elenco
| Ator/Atriz         | Personagem         |
| ------------------ | ------------------ |
| Dolores Costello   | Betsy Patterson    |
| Conrad Nagel       | Jerónimo Bonaparte |
| John Miljan        | Preston            |
| Marc McDermott     | Coronel Patterson  |
| Pasquale Amato     | Napoleão Bonaparte |
| Michael Vavitch    | Capitão St. Pierre |
| Andrés de Segurola | Capitão Du Fresne  |
| Paul Panzer        | Capitão do navio   |
| Clarissa Selwynne  | Tia Mary           |
| Betty Blythe       | Princesa Frederika |

## Produção
Filme mudo com sequências sonoras, Glorious Betsy fez um grande sucesso junto ao público ao contar, à moda de Hollywood, o romance entre Jerónimo Bonaparte, o irmão mais jovem de Napoleão Bonaparte, e Elizabeth "Betsy" Patterson, uma socialite americana. Os dois se casaram, porém o matrimônio foi anulado pelo próprio Napoleão. No filme, entretanto, há um fictício final feliz, providenciado pelo roteirista Anthony Coldeway.
A história é baseada na peça homônima de Rida Johnson Young, montada na Broadway durante o mês de setembro de 1908, tendo tido um total de 24 apresentações.